# Bourcia
Bourcia est une ancienne commune française située dans le département du Jura, en région Bourgogne-Franche-Comté.
Le 1er janvier 2017, elle fusionne avec Saint-Julien, Louvenne et Villechantria pour former la commune nouvelle de Val Suran.

## Géographie
À la lisière sud de la Franche-Comté, la commune est bordée sur trois côtés par le département de l'Ain. Le signal de Nivigne se situe dans la commune, à cheval avec celle de Pouillat située dans l'Ain.

## Histoire
(mars 2021).
Si vous disposez d'ouvrages ou d'articles de référence ou si vous connaissez des sites web de qualité traitant du thème abordé ici, merci de compléter l'article en donnant les références utiles à sa vérifiabilité et en les liant à la section « Notes et références ».

### Période celte et mérovingienne
Bourcia est nommé dans les chartes Borciacum, Borciacus, Borcye, Borcia, Boorcia, Bourcya, B urc az ; Dancia, Danciacum, Danitiacum ; Civria, Sivriacum, Syvryaz, Syvrya, Sivria, Cyvria.
La présence de la race gauloise dans le val d’Epy, est attestée par de nombreux témoignages que nous rappellerons d’une manière générale à l’article Epy. La domination romaine a laissé de profondes empreintes dans cette contrée. On a découvert, il y a quelques années, à Civria, dans le climat dit aux Noyes-Greffes, dix-huit tombeaux en maçonnerie recouverts de laves, renfermant des squelettes placés selon la manière antique. A Bourcia, près de l’église, on ne saurait creuser le sol à six pieds de profondeur, sans rencontrer d’anciens pavés d’appartements. Il est peu de lieux du reste dans la province, dont le nom figure dans des chartes plus anciennes que ceux qui nous occupent.
Par un diplôme du 21 septembre 855, l’empereur Lothaire confirma à l’abbaye de Saint-Oyen-de-Joux, la possession du village de Dancia, Danciacum. En 901, Louis, fils de Boson, roi de Bourgogne, donna à l’archevêque de Lyon, Bourcia. Albérie de Narbonne, comte de Mâcon, donna, en 930, à l’église Saint-Vincent de cette ville, Civria, Sivriacum.

### Seigneurie de Bourcia
Ce fief était mouvant de la baronnie de Montfleur. Il fut inféodé à une famille de Bresse du nom de Chambu. En 1386, Louis de Chambu, chevalier, en fit hommage à Jean de Chalon, sire de Châtelbelin. En 1422, un de ses descendants renouvela le même devoir. Le 1er juillet 1500 ; Nicolas et Antoine de Chambu, frères, prêtèrent serment de fidélité au prince d’Orange. En 1518, Pierre de Civria, écuyer, acheta moitié de cette seigneurie d’Etiennette de Chambu, épouse d’André de Groslée. Il acquit l’autre moitié en 1525, de Claudine de Chambu, épouse de François Richardon, écuyer. A Pierre de Civria succèda Claude, son fils, écuyer, puis chevalier, qui vivait en 1569. Gaspard de Civria, fils de Claude, possédait ce fief en 1584.
Il le vendit en 1600 à Jean-Baptiste Livet, écuyer, qui le transmit à Jean-Baptiste et Christophe Livet, ses fils. La ruine de ces derniers amena la vente de leurs biens. En 1679, Gaspard de Melet, écuyer, seigneur de Marigny, s’en rendit adjudicataire par décret. Le 6 décembre de la même année, M.Melet céda cette acquisition à François de Branges de Saint-Amour, et à Claudine Vuillemenot, son épouse. La postérité de M. de Branges a possédé cette terre jusqu’au moment de la révolution de 1789.
Le seigneur avait la justice haute, moyenne et basse, avec le pouvoir d’instituer tous officiers pour l’exercer. Il avait la banalité du four, du moulin, des battoirs et des forêts, le droit de ban-vin et de langues de bœufs. Il percevait des cens à Bourcia, la Boissière, Civria, la Balme-dEpy, la Serra, Dancia, Chevigna, Pressia et Montfleur. Les habitants étaient tenus de récolter les foins du pré de Pressia et de les conduire au château.
En 1619, M. Livet assigna ses sujets à reconnaître ses droits féodaux. On exigea la production de ses titres. On savait que la prise du château par les armées d’Henri IV, en 1595, avaient causé la perte de tous les anciens terriers. Après de longues discussions, les parties intéressées nommèrent pour arbitre Cleriadus de Coligny, baron de Cressia. Par une sentence du 31 octobre de la même année, M. de Coligny reconnut que les habitants de Bourcia et de la Boissière étaient usagés de la forêt de Montmyon, qu’ils pouvaient accenser leurs communaux sans la licence de leur seigneur, qu’ils n’étaient point soumis à la mainmorte. Toutes les autres prétentions de M. Livet furent accueillies.

### Seigneurie de Civria
Le village de Civria était divisé en deux parties situées, l’une au nord dans le comté de Bourgogne, et l’autre au sud, dans la Bresse. Un ancien chemin, remontant probablement à l’époque romaine, servait de limite. La partie comprise dans le comté de Bourgogne faisait partie du marquisat d’Andelot, et se composait de douze maisons en 1756.
La partie de Bresse formait une seigneurie en moyenne et basse justice, relevant du château de Montfleur. Elle fut possédée pendant plusieurs siècles par une branche cadette de la maison de Coligny, qui prit le nom de Civria. Le 23 janvier 1390, Pierre de Civria fit hommage de son fief à Jean de Chalon, sire de Châtelbelin et de Montfleur. Etienne de Civria, son fils, lui succéda et transmit ses biens à Jean et Louis de Civria, ses enfants.
Le fief de Civria était possédé en 1569 par Philibert de Pra, qui l’avait recueilli dans la succession de Philiberte de Civria, sa mère. Philibert de Pra, chevalier, était commissaire-général des vivres au comté de Bourgogne pendant la guerre de 1595. Il avait épousé Marie de Balay. Sa fortune s’étant dérangée, ses biens furent vendus par décret et adjugés en 1600, à M. Livet, seigneur de Bourcia. La seigneurie de Civria fut revendue par décret sur M. Livet, en 1679. Elle fut adjugée à Gaspard de Melet, écuyer, qui la remit peu de jours après à François de Branges, seigneur de Bourcia. Elle resta entre les mains des héritiers de M. de Branges jusqu’en 1790.

## Politique et administration

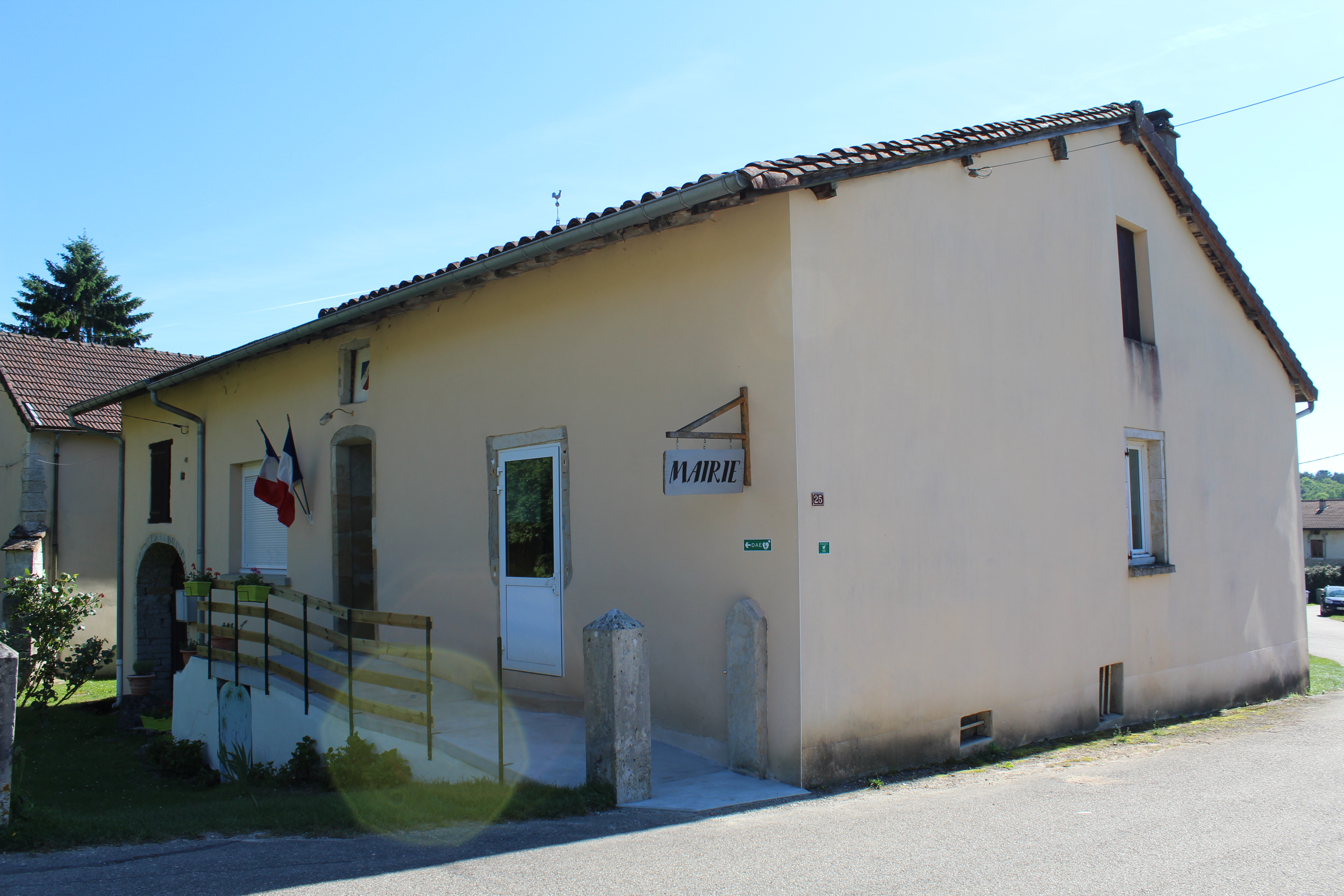
Mairie.

| Période   | Période   | Identité              | Étiquette | Qualité              |
| --------- | --------- | --------------------- | --------- | -------------------- |
| vers 1868 |           | Claude Célestin Nicod |           |                      |
| mars 2001 | mars 2008 | Jacques Pomies        |           |                      |
| mars 2008 | mars 2014 | Bernard Bouvard       |           | Agriculteur retraité |
| mars 2014 | En cours  | Michel Bouquerod      | DVD       | Agriculteur retraité |

## Démographie
Principales familles habitants à Civria : Bouvard, Tournier, Romand / Genevieve, Brun.
L'évolution du nombre d'habitants est connue à travers les recensements de la population effectués dans la commune depuis 1793. À partir du 1er janvier 2009, les populations légales des communes sont publiées annuellement dans le cadre d'un recensement qui repose désormais sur une collecte d'information annuelle, concernant successivement tous les territoires communaux au cours d'une période de cinq ans. 
Pour les communes de moins de 10 000 habitants, une enquête de recensement portant sur toute la population est réalisée tous les cinq ans, les populations légales des années intermédiaires étant quant à elles estimées par interpolation ou extrapolation. Pour la commune, le premier recensement exhaustif entrant dans le cadre du nouveau dispositif a été réalisé en 2006,.
En 2015, la commune comptait 117 habitants, en évolution de +1,74 % par rapport à 2010 (Jura : −0,23 %, France hors Mayotte : +2,49 %).
| 1793 | 1800 | 1806 | 1821 | 1831 | 1836 | 1841 | 1846 | 1851 |
| ---- | ---- | ---- | ---- | ---- | ---- | ---- | ---- | ---- |
| 306  | 189  | 187  | 191  | 500  | 495  | 503  | 461  | 450  |

| 1856 | 1861 | 1866 | 1872 | 1876 | 1881 | 1886 | 1891 | 1896 |
| ---- | ---- | ---- | ---- | ---- | ---- | ---- | ---- | ---- |
| 416  | 396  | 393  | 345  | 364  | 337  | 318  | 284  | 273  |

| 1901 | 1906 | 1911 | 1921 | 1926 | 1931 | 1936 | 1946 | 1954 |
| ---- | ---- | ---- | ---- | ---- | ---- | ---- | ---- | ---- |
| 247  | 245  | 217  | 157  | 163  | 146  | 180  | 171  | 161  |

| 1962 | 1968 | 1975 | 1982 | 1990 | 1999 | 2006 | 2011 | 2014 |
| ---- | ---- | ---- | ---- | ---- | ---- | ---- | ---- | ---- |
| 145  | 113  | 100  | 78   | 86   | 110  | 120  | 113  | 115  |

| 2015 | - | - | - | - | - | - | - | - |
| ---- | - | - | - | - | - | - | - | - |
| 117  | - | - | - | - | - | - | - | - |

## Lieux et monuments
- Église Saint-Gengulphe ;
- Chapelle ;
- Chapelle Saint-Léger, au hameau de Civria ;
- Croix de cimetière (XVIe siècle), au hameau de Civria, inscrite au titre des monuments historiques depuis 1977[6] ;
- Lavoirs (3) et fontaines (6) ;
- Vestige des remparts et du donjon médiéval de la forteresse de Bourcia.

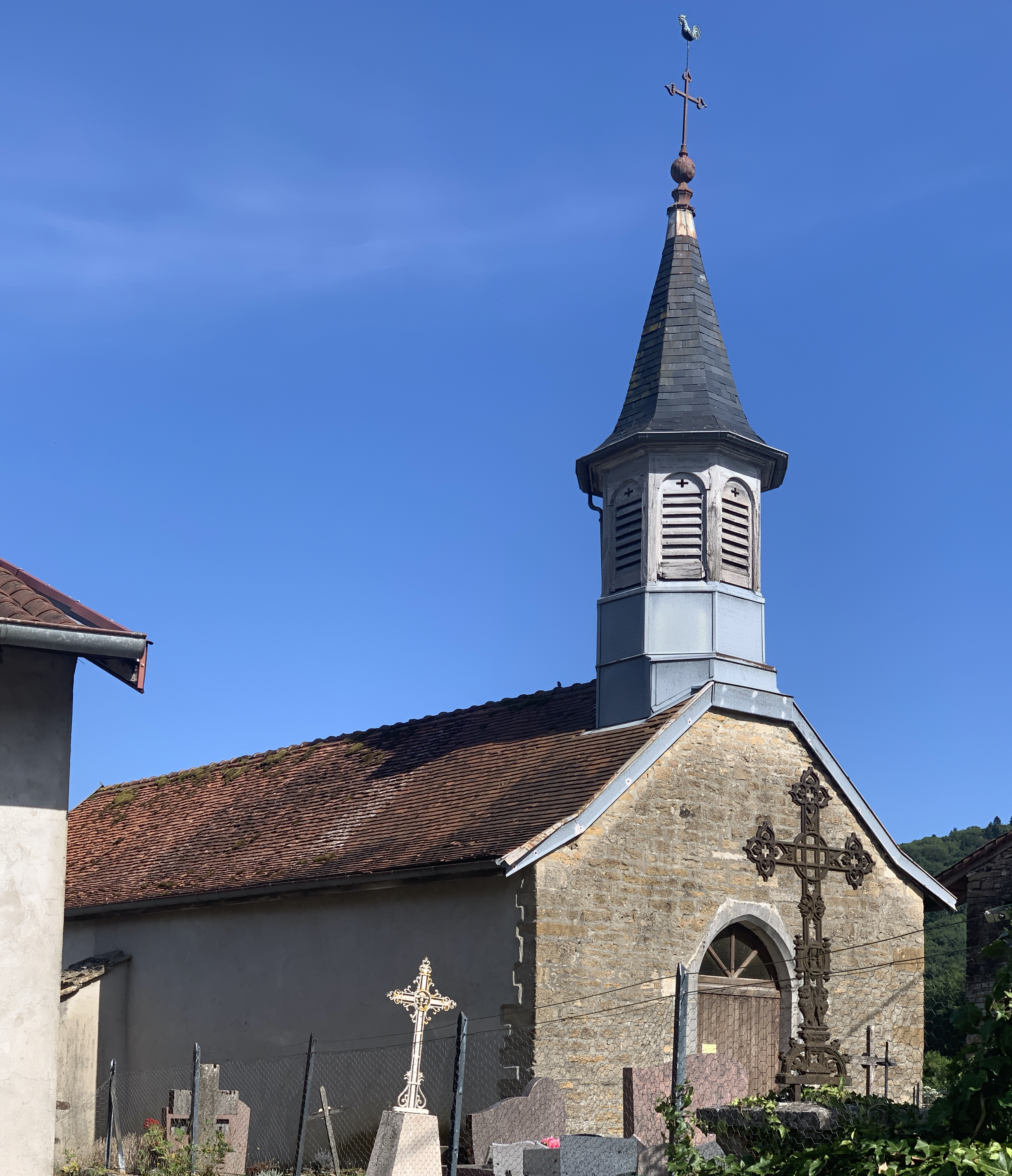
Chapelle Saint-Léger de Civria.
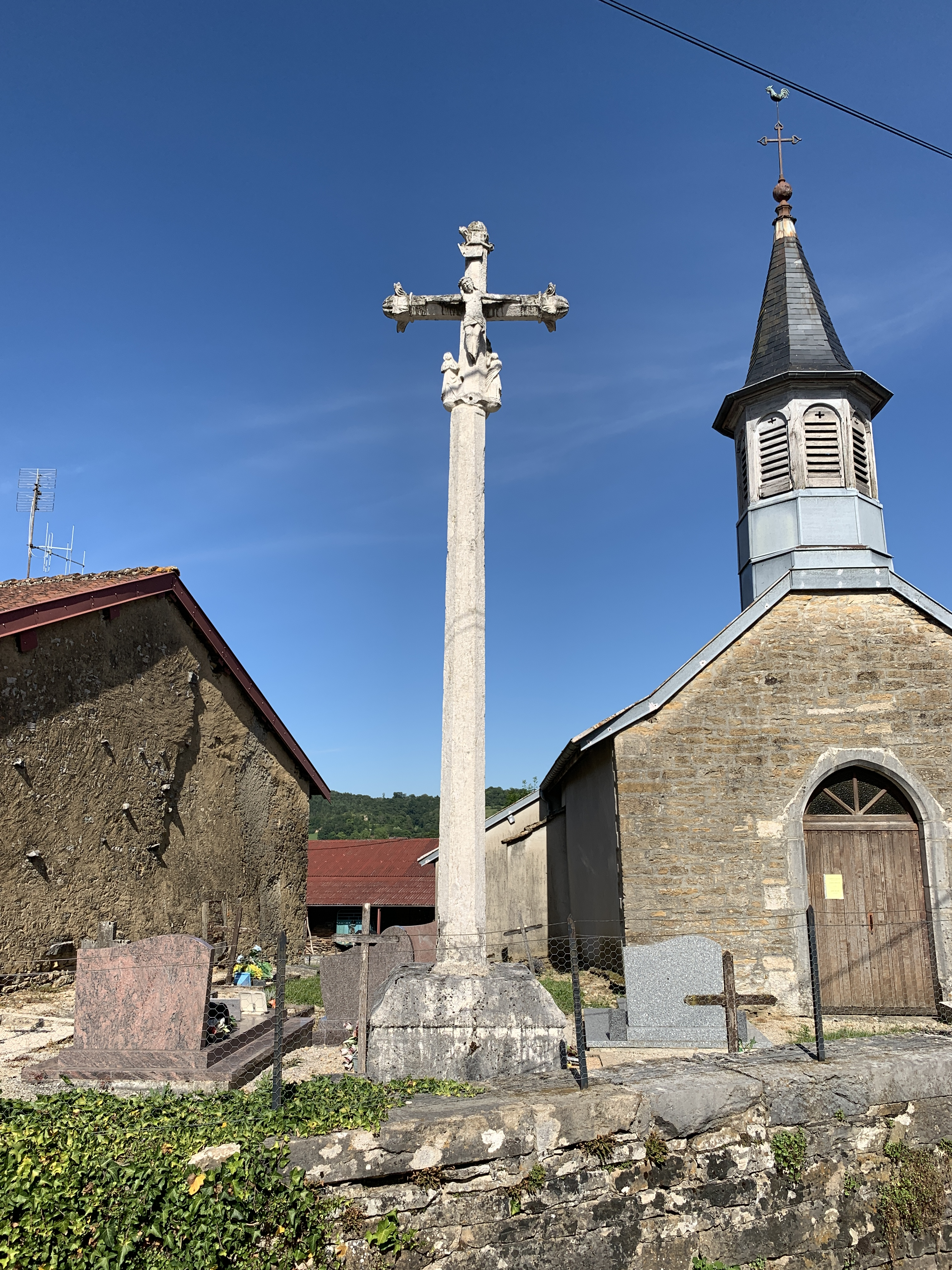
Croix du cimetière de Civria.
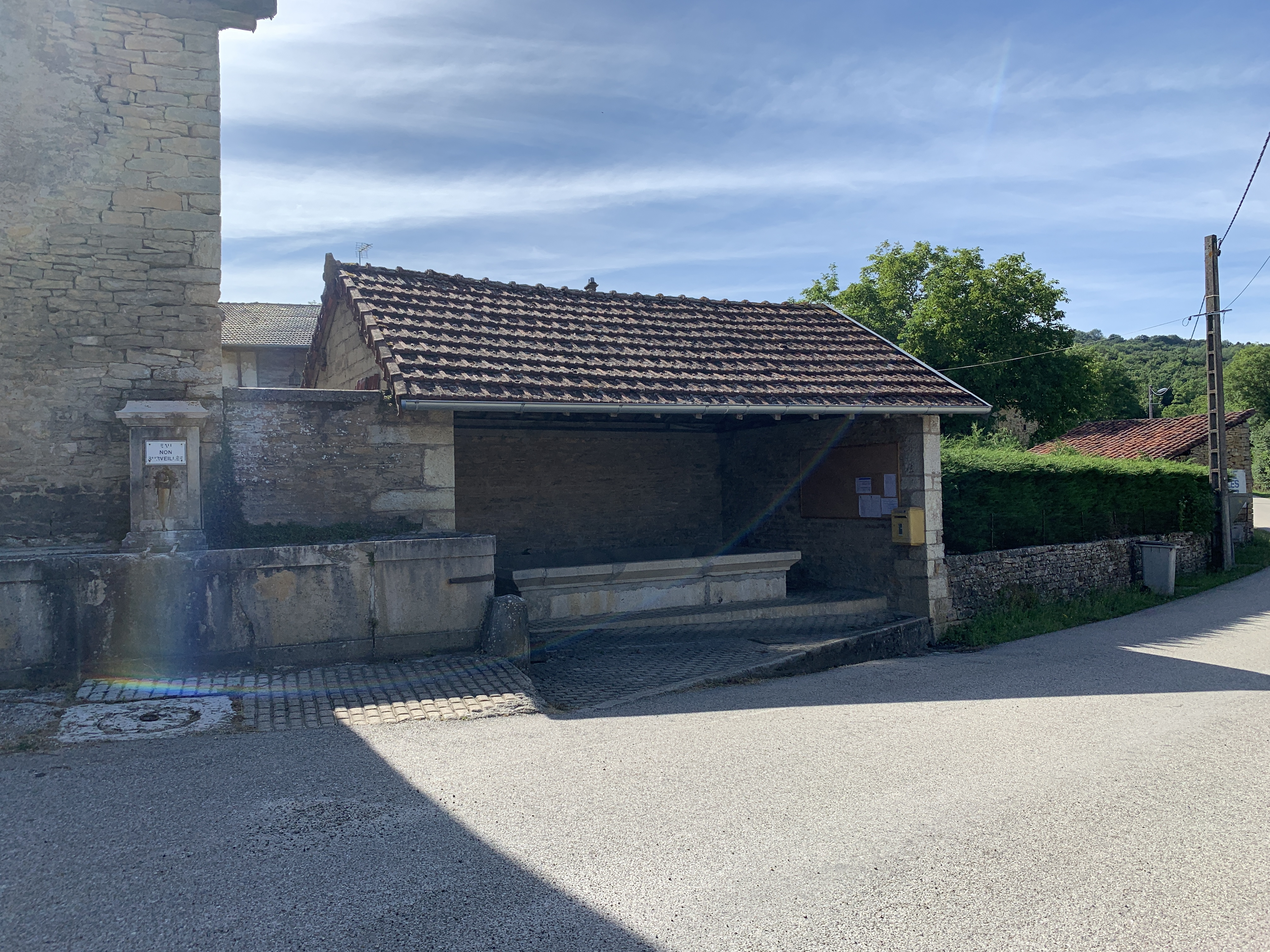
Lavoir de Civria.
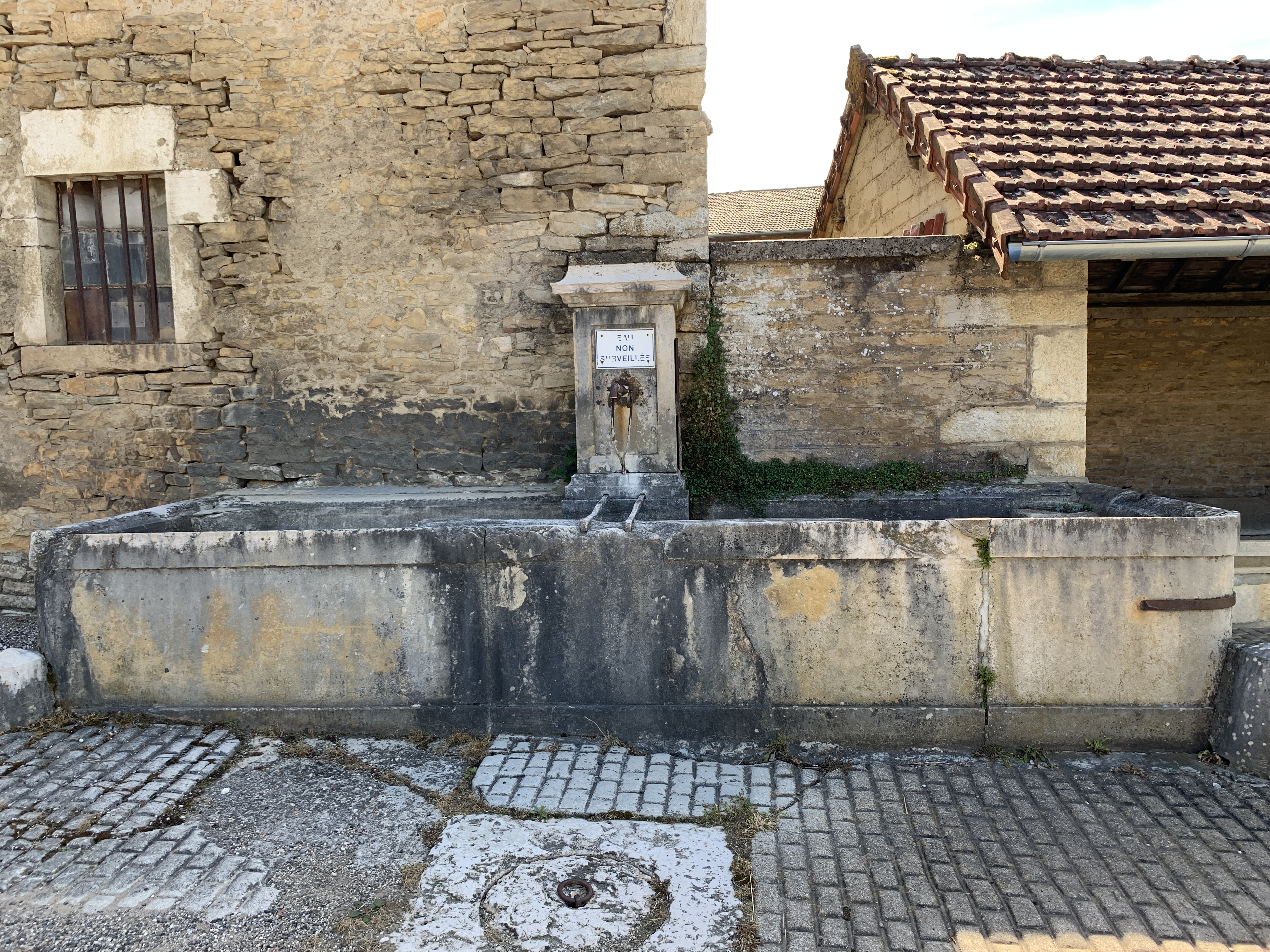
Fontaine de Civria.

## Personnalités liées à la commune
David GENEVIÈVE, chercheur généticien CNRS au CHU de Montpellier, spécialiste des maladies rares.